# Oostrozebeke
Oostrozebeke ist eine belgische Gemeinde in der Region Flandern mit 8064 Einwohnern (Stand 1. Januar 2024).

## Geografische Lage
Izegem liegt 8 Kilometer (km) westlich, Roeselare 15 km nordwestlich, Kortrijk 12 km südlich, Gent 30 km nordöstlich und Brüssel gut 70 km östlich.

## Verkehr
Die nächsten  Autobahnanschlüsse befinden sich bei Roeselare an der A17, bei Kortrijk und Waregem an der A14/E17.
In Izegem, Roeselare, Kortrijk und Waregem befinden sich die nächsten Regionalbahnhöfe.
Eine Gemeindepartnerschaft besteht seit 1976 mit Wetter (Hessen).

## Persönlichkeiten
- Albert van Overbeke (1915–1987), Bischof von Bayombong
- Daniel Alphonse Omer Verstraete (* 1924), Bischof, Teilnehmer der letzten Sitzungsperiode des Zweiten Vatikanischen Konzils
- Georges Vandenberghe (1941–1983), Radrennfahrer